# Římskokatolická farnost Slušovice
Římskokatolická farnost Slušovice je jednou ze 13 farností vizovického děkanátu v olomoucké arcidiecézi s farním kostelem Narození svatého Jana Křtitele. Území farnosti tvoří město Slušovice a čtyři přifařené obce: Hrobice, Březová, Veselá a Neubuz.

## Duchovní správci
Současným farářem je od července 2025 R. D. Pavel Hödl, Ph.D., který je současně administrátorem excurrendo sousední farnosti Trnava u Zlína.
Přehled předchozích duchovních správců:
- R. D. Josef Pekárek, SDB (1982–2005)
- R. D. Emil Matušů, SDB (2005–2019)
- R. D. Josef Kuchař (2019–2021)
- R. D. Mgr. Lukáš Jambor (2021–2025)

Celý seznam je uveden na webu farnosti.

## Kněží pocházející z farnosti[3]
- František Stonavský (*1747, ordinován 1772)
- Alois Josef Facalka (*1780, ordinován 1806)
- Karel Berger (*1847, ordinován 1871)
- Jan Drábek (*1857, ordinován 1882)
- Matěj Vincenc Schreiber, OFM (*1865, ordinován 1890)
- František Ševčík, CSsR (*1867, ordinován 1890)
- Alois Urban (*1870, ordinován 1893)
- Alois Freund (*1870, ordinován 1895)
- František Drábek (*1875, ordinován 1898)
- Rudolf Drábek (*1881, ordinován 1907)
- Ferdinand Matušů (*1882, ordinován 1908)
- Josef Novák (*1895, Veselá, ordinován 1921)
- Vladimír Sedláček, CSsR (*1910, ordinován 1935, +1969)
- Antonín Škabraha (*1923, ordinován 1948)
- Alois Drábek (*1924, ordinován 1949)
- Oldřich Vinklárek, SDB (*1920, Hrobice, ordinován 1949)
- Jaroslav Čuřík, SDB (*1921, Hrobice, ordinován 1950, +2006)
- Mgr. Bohumil Kundl (*1978, Hrobice, ordinován 2004)[4]
- Mgr. Karel Skočovský, Ph.D. et Ph.D. (*1980, ordinován 2014)[5]

## Aktivity farnosti
Ve farnosti se pravidelně koná tříkrálová sbírka.
Nedělní bohoslužby doprovází střídavě dvě scholy.
Biřmování se ve farnosti koná přibližně jednou za 5 let. Naposledy je v říjnu 2023 uděloval Mons. Antonín Basler.